# Aartspriester

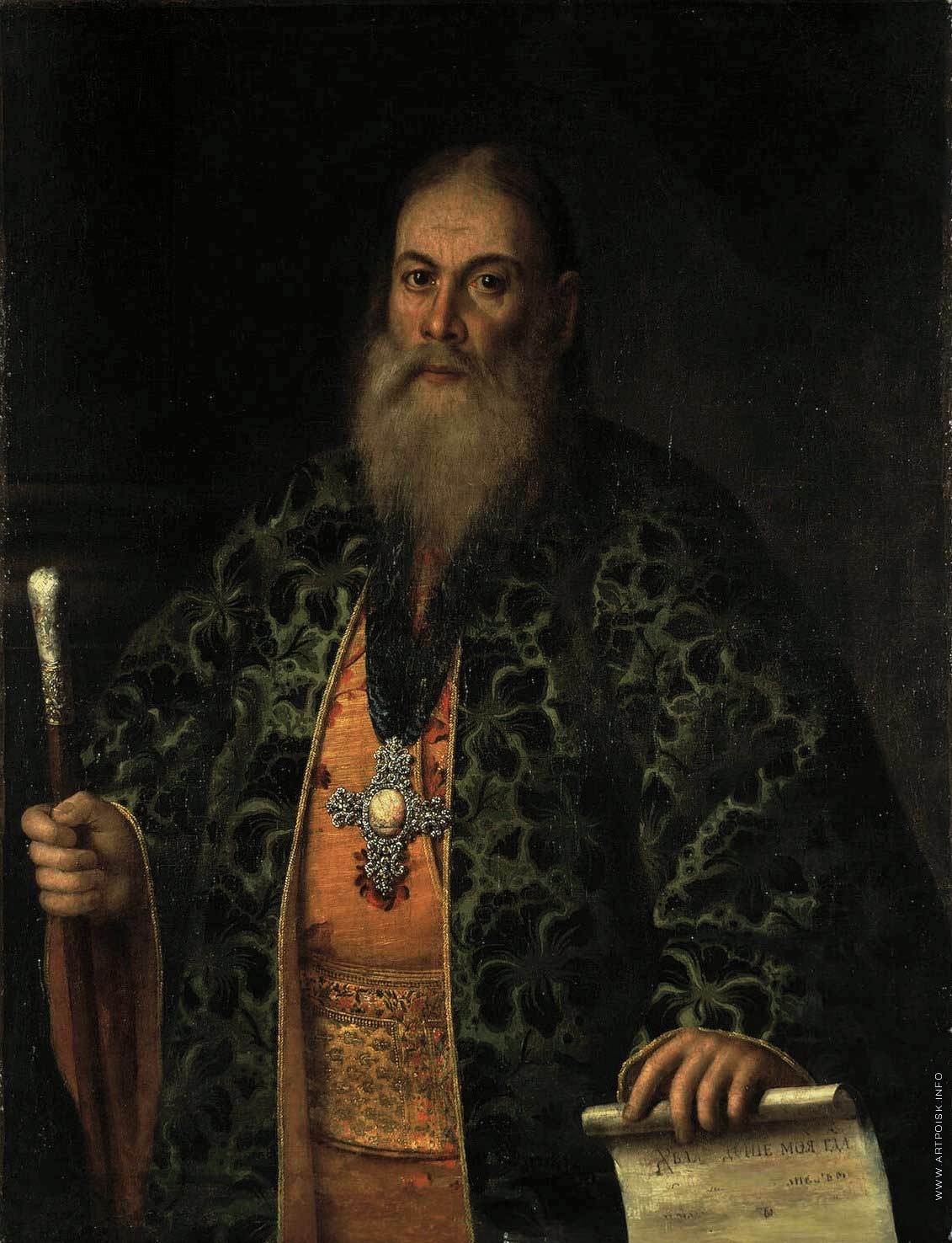
Russische aartspriester

Een aartspriester was oorspronkelijk (vanaf de vierde eeuw) de priester die aan het hoofd stond van de aan een kathedraal verbonden geestelijkheid.  Hij was als dusdanig ook plaatsvervanger van de bisschop voor de uitoefening van de eredienst en de zielzorg (zoals de aartsdiaken voor de uitoefening van het bestuur van een bisdom).
Later berustte bij de aartspriester ook de leiding van de zielzorg in bepaalde centra van het bisdom buiten de bisschopsstad, zodat zijn ambt vrijwel overeenkwam met dat van de tegenwoordige deken.
In de Nederlandse kerkgeschiedenis hebben de aartspriesters een belangrijke rol gespeeld, toen na het wegvallen van het apostolisch vicariaat, het kerkelijk bestuur in de Hollandse Missie van 1727 tot 1853 terugviel op negen aartspriesters, die toen uitgebreide bevoegdheden bezaten.

## Katholieke Kerk
In de Katholieke Kerk wordt de titel aartspriester thans nog weleens gegeven aan de pastoor van een oude moederkerk (bijvoorbeeld in Italië).  In België wordt de titel soms gegeven aan een bepaalde functionaris in het kathedrale kapittel.
De vier hoofdkerken van Rome, de Sint-Pietersbasiliek, de Sint-Jan van Lateranen, de Sint-Paulus buiten de Muren en de Basiliek van Maria de Meerdere hebben aan het hoofd van hun kapittels een kardinaal als aartspriester staan.

## Orthodoxe Kerk
In de Orthodoxe Kerk en de oosters-katholieke kerken bestaat de rang van aartspriester ook als een eretitel of naar anciënniteit. Het is gelijk aan een protopresbyter in de Griekse traditie, maar in de Slavische traditie betreft het twee verschillende titels, waarbij de protopresbyter de hoogste is. In beide gevallen, is het de hoogste rang die de getrouwde geestelijkheid kan bereiken. Aartspriesters worden onderscheiden met een pectoraal  kruis (borstkruis). In de slavische traditie betreft het specifiek het gouden kruis. Verdere onderscheidingen zijn de paarse kamilavka, het versierd borstkruis en de mijter. De hoogste onderscheiding voor een priester is een tweede borstkruis. Ze hebben de verantwoordelijkheid om toezicht te houden op andere geestelijken als deken of als secretaris van de bisschop, maar alleen omdat oudere geestelijken vaker worden geselecteerd voor zulke taken.